# 설효주
설효주는 대한민국의 영화배우다. 2014년 영화 《나는 야한 여자가 좋다 2》로 데뷔했다.

## 영화
- 나는 야한 여자가 좋다 2 (2014) - 수연 역